# Vipeholm
Vipeholm är en park och ett bostadsområde i Lund. Åren 1935–1982 inrymdes i byggnaderna Vipeholms sjukhus, en anstalt för "sinnesslöa". Området var då det byggdes under första världskriget tänkt för ett regemente, men detta förverkligades aldrig utan det blev senare Vipeholmssjukhuset. Sjukhuset är känt för eftervärlden genom Vipeholmsexperimenten, där patienter med utvecklingsstörning utnyttjades som försökspersoner i strid mot medicinsk-etiska och legala principer.

## Historia
Vipeholm har en lång och tidvis smärtsam historia. 

### Södra skånska infanteriregementet
Genom försvarsreformen 1901 beslutades att samtliga svenska militära förband skulle lämna sina mötes- och lägerplatser, för istället förläggas till nyuppförda kasernetablissement. Den 14 juni 1907 tillsattes Arméns kasernbyggnadsnämnd, vilken fick i uppgift att slutföra byggnationer av 15 kasernetablissement till infanteriet. I sitt arbete använde Arméns kasernbyggnadsnämnd typritningar för att samordna byggnadsmaterial samt fasadutformningen. Till Vipeholm planerades ett kasernetablissement att uppföras till Södra skånska infanteriregementet, vilket uppfördes efter Arméns kasernbyggnadsnämndens andra typritningsserie. Södra skånska infanteriregementet hade haft sin mötes- och lägerplats på Revingehed utanför Lund, men var från 1914 förlagda till olika delar av staden. År 1919 stod en kasern avsedd för två kompanier färdig, dock avbröts byggnationen av det resterade etablissementet, det i väntan på kommande försvarsbeslut. I 1925 års försvarsbeslut beslutades att Södra skånska infanteriregementet istället skulle förläggas till Ystad, till det kasernetablissement som kom att stå tomt efter att Skånska dragonregementet avvecklades i samband med samma försvarsbeslut. De byggnader som stod färdiga på området, kom under en tid att utnyttjas som nödbostäder, i ett Lund drabbat av bostadsbrist. År 1930 återupptogs färdigställandet av kasernetablissement, men kasernerna kom inte att nyttjas till armén som det ursprungligen var tänkt. Istället öppnades Vipeholms sinnesslöanstalt på området år 1935.

### Vipeholmsanstalten
Staten beslöt att istället göra om området till en vanföreanstalt. Lund hade sedan tidigare ett sjukhus och ett mentalsjukhus och fick nu ett område som skulle hysa in personer med utvecklingsstörning, förståndshandikapp med beteenderubbningar och "hopplösa fall". För detta ändamål byggdes vissa nya lokaler och Vipeholms sjukhus invigdes 1935.
De flesta patienterna kom från Norrland, vilket var en medveten politik för att hålla patienterna så långt borta från de anhöriga som möjligt. Från början fanns endast mansavdelning, men ganska snart öppnades även avdelningar för kvinnor och barn. När Vipeholm var som störst på 1950-talet fanns det plats för 1000 patienter. 
Det var svårigheter att rekrytera personal till Vipeholm. En läkare lär så sent som på 1960-talet ha yttrat att han ej var djurskötare och liknat anstalten vid ett rent och snyggt kreatursstall.
Under åren 1941-1943 tredubblades dödligheten hos patienterna på Vipeholm.   Nästan en fjärdedel av anstaltens patienter dog.
Området blev, som andra liknande områden i Sverige, närmast självförsörjande och slutet från omvärlden. Under 1970-talet började verksamheten att successivt förändras och avvecklas. År 1975 avskaffades som första anstalt i Sverige tvångsmedel i behandlingen. År 1982 stängdes de flesta avdelningarna, utom ett par gruppboenden som blev kvar ytterligare ett decennium.

#### Sjukhuschefer
- 1935–1963: Hugo Fröderberg [6]
- 1963–1982: Sture Rayner [6]

#### Vipeholmsexperimenten 1947–1955
Ett känt medicinskt experiment på personer med utvecklingsstörning som pågick på Vipeholm åren 1945–1955 var försöket med de så kallade Vipeholmskolorna, något som i efterhand blivit upphov för en medicinsk-etisk forskningsdebatt. Kolhydratsförsöket, eller kola-försöket som det benämndes i folkmun, var ett försök där patienterna bland annat fick äta stora mängder kola för att se hur det påverkade tänderna. När studien avslutats efter nära tio år kunde man konstatera att både män och kvinnor hade ett tjugotal kariesangrepp i sina tänder. 
Alla experiment genomfördes utan de anhörigas eller patienternas samtycke. 
Forskarna bestämde med Medicinalstyrelsens samtycke vilken diet patienterna skulle få och provocerade fram karies hos patienterna för att få bra underlag till sina resultat, något som ledde till förstörd tandhälsa hos dem som deltog i studien. Resultatet ledde till att förståelsen för kariesangreppen och sockers påverkan på tänderna ökade, vilket i sin tur ledde till att rekommendationer för tandhygien helt förändrades. En testgrupp fick sin kolados i samband med måltiderna och en annan grupp fick sin kolados mellan måltiderna. Man fann att den gruppen som fick sin dos mellan måltiderna hade fler karierade tänder. Slutsatsen var att intagsfrekvensen spelade stor roll för karies, något som haft stor betydelse för tandvården.

### Senare verksamhet

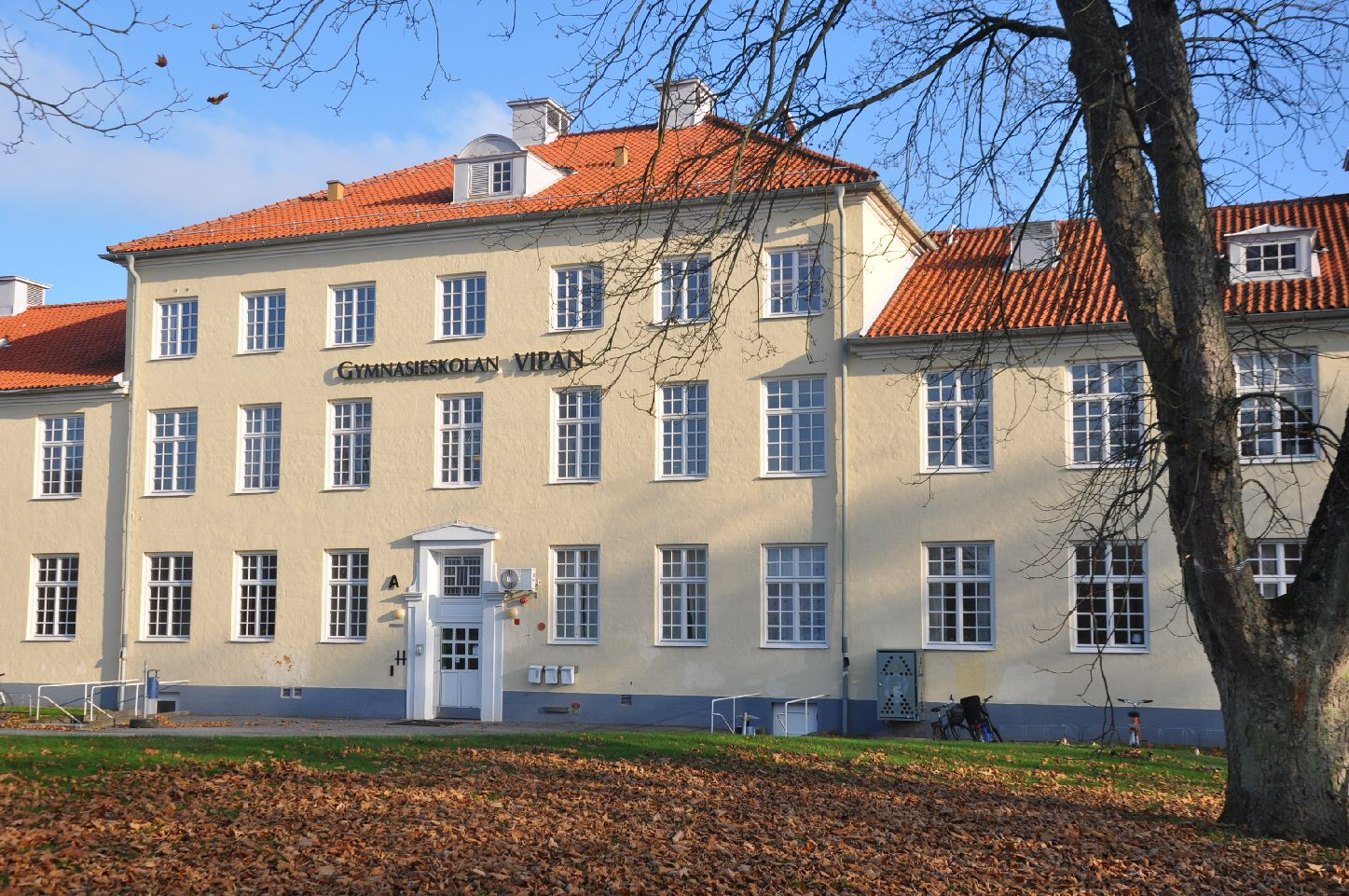
Huvudbyggnaden hösten 2011.

Redan innan de sista gruppboendena på Vipeholm stängdes 1993 tog nya verksamheter området i anspråk. 

#### Gymnasieskolan Vipan
År 1988 startade skolan med elever på Livsmedelsteknisk linje i Katedralskolans regi i hus B. En egen skolenhet blev skolan året därpå, det vill säga 1989. Dåvarande skolstyrelse anhöll om att skolan skulle heta Gymnasieskolan Vipeholm, men Byggnadsnämnden som då bestämde i namnärenden beslöt istället att namnet skulle vara Vipeholmsskolan. I juni 2006 beslöt Utbildningsnämnden – som nu hade beslutsrätten - att namnet på skolan från och med 1 juli 2006 skulle vara Gymnasieskolan Vipan. Byggnadsnämnden som "äger" namnet på själva byggnaderna vägrade först att ändra detta så skolan hette en sak och byggnaderna en annan fram till hösten 2011.
Skolans program har förändrats mycket över åren genom att program upphört, flyttats till eller startats på Vipan. Efterhand har skolan också vuxit rent fysiskt genom att allt fler byggnader inom området har tagits i bruk av skolan. Alla byggnaderna har mer eller mindre anpassats för skolverksamheten genom om- och tillbyggnader.
Idag består Vipan av 14 byggnader omfattande drygt 20 000 m² för cirka 1300 elever, fördelade på 14 olika program i årskurs 1, 16 i årskurs 2 och 17 i årskurs 3, samt cirka 250 anställda. Under förra läsåret tillkom en byggnad genom ombyggnad till bland annat cafteria och ett stort nybygge för Byggutbildning SYD, som består av Byggprogrammet (tidigare på Spyken), Elprogrammet (har även tidigare funnits på Vipan) och Energiprogrammet (tidigare på Polhem).

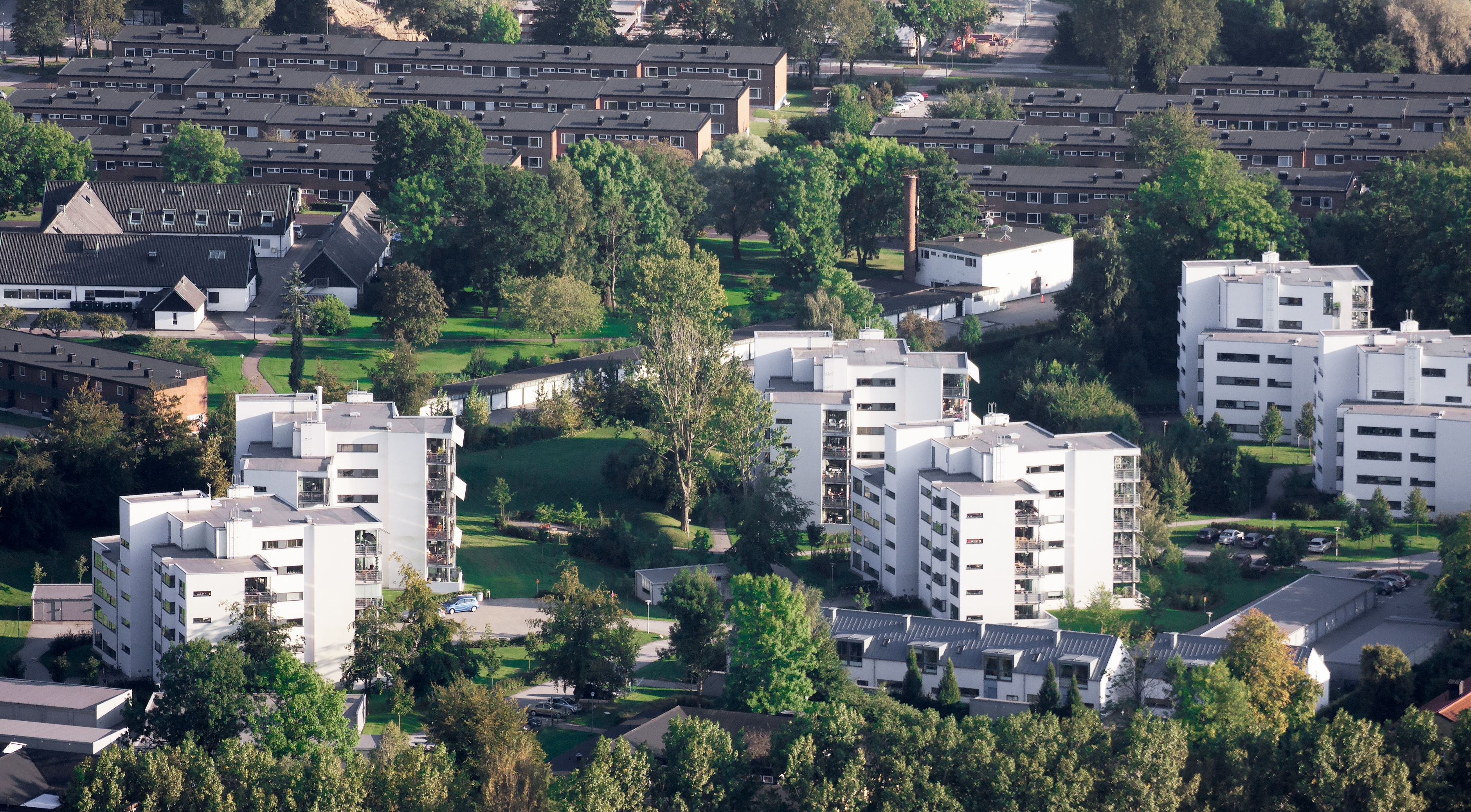
Punkthusen i förgrunden. I bakgrunden syns angränsande hyreshusområdet Thulehem.

#### Bostäder
Ett antal punkthus och ett radhus har under 2000-talet byggts av bland annat NCC. Dessa omfattar cirka 120 hushåll.